# 増子次郎
増子 次郎（ますこ じろう、1955年（昭和30年）7月7日 - ）は、日本の実業家。東北電力取締役、元取締役会長。東北経済連合会会長。

## 人物・経歴
岩手県一関市出身。1971年3月一関市立桜町中学校卒業。1974年3月岩手県立一関第一高等学校卒業。中学・高校とバスケットボール部に所属。
1980年3月北海道大学大学院工学研究科原子工学専攻修士課程修了後、同年4月東北電力入社。
入社後は主に原子力畑を歩む。
2011年執行役員青森支店長。2014年執行役員火力原子力本部原子力部長。2015年常務取締役火力原子力本部副本部長 火力原子力本部原子力部長。2016年常務取締役火力原子力本部副本部長。2018年取締役副社長副社長執行役員 原子力本部長 QMS管理責任者。
2021年4月1日からは代表取締役会長を務める。副社長出身者が会長職に就くのは同社で初めてである。
2022年6月7日、慣例により東北経済連合会9代会長に就任。2023年5月30日、慣例により東北日本カナダ協会会長に就任。
2025年4月1日、会長職を退任し代表権のない取締役に就任。同年6月に開催予定の株主総会、取締役会を経て取締役を退き、特別顧問に就任する予定。

## 言行録
外国人を東北・新潟で地域で受け入れるべき
2025年5月15日、山形県山形市で開催された「わきたつ東北戦略会議」にて、人口減少問題に着いて、企業経営者の立場から東北経済連合会会長として「（外国人を）労働力としてだけでなく、地域の一員として受け入れる必要がある」と発言した。